# 大影响家
《大影响家》（日语： inhuruensā */?）是日本女子偶像组合乃木坂46的第17张单曲，于2017年3月22日由N46Div.发售。該單曲Center（中心成员）由白石麻衣及西野七濑担任，是第13張單曲《此刻，想说话的对象》之後时隔4张单曲后再采用双Center制。同名标题曲由组合总制作人秋元康作词，炭田慎也作曲，APAZZI编曲。

## 概要
距离前作《再见的意义》約4个月的、2017年第1張單曲作品。單曲分為5种版本，包括附带DVD的Type-A、Type-B、Type-C、Type-D以及只有CD的通常盤。此外，该单曲Type-A、Type-B、Type-C以及Type-D等4个版本的台压版也于2017年4月7日开始发售
。
歌曲在2017年2月22日於「乃木坂46 5th YEAR BIRTHDAY LIVE」上發表，并于2月27日在成员斋藤优里常规主持的广播节目《The Nutty Radio Show 鬼魂》中放出音源。其他曲目也在成员出演的节目中陆续公开。3月17日，《大影响家》在朝日電視台播放的《MUSIC STATION》节目中首次披露。
主打曲的标题来自英语单词influencer，意为“影响者”。歌词用星星之间的引力来比喻单相思中“对方的一举一动都牵动着自己”的情形。这首歌的编曲APAZZI曾为乃木坂46的《當春紫苑盛開時》和《赤腳Summer》编曲。在本作中，热情的弗拉门戈吉他和打击乐元素形成了共鸣。

## 封面写真
| Type A | 白石麻衣                                                                                     |
| Type B | 西野七瀨                                                                                     |
| Type C | 秋元真夏、堀未央奈、齋藤飛鳥、衛藤美彩                                                       |
| Type D | 若月佑美、高山一實、生駒里奈、生田絵梨花、松村沙友理、櫻井玲香                               |
| 通常盤 | 新内真衣、井上小百合、寺田蘭世、北野日奈子、伊藤萬理華、星野南、齋藤優里、樋口日奈、中田花奈 |

## 销量及奖项
在发售当天发布的Oricon公信榜单曲销量日排行榜中，《大影响家》的推定销量为743,027张，较前作增加将近6万张，位居榜首。本作以87.5万张的首週销量夺得Oricon公信榜单曲销量周排行榜冠军，创下乃木坂46单曲首週銷量新高。此外，这是乃木坂46自从第2张单曲《來吧Shampoo！》以来连续第16次获得单曲销量周榜冠军，周冠单曲总数和连续数与SKE48并列女性团体第三和第二位。
日本唱片大賞於2017年11月發表第59回唱片大賞的「優秀作品賞」得主，本张单曲获奖并成為大賞候補，12月30日的受賞式公布獲得「唱片大賞」的最高榮譽。。而在同年12月4日，本张单曲獲得第50回日本有線大賞的「有線優秀音樂賞」。

## 音乐视频
大影响家
标题曲《大影响家》的音乐视频于2017年月中旬在东京都内的银座东急广场等地点进行拍摄。MV以「乃木坂46史上最高速舞蹈」为亮点，为此成员们在间隙时也不停练习，忍受着肌肉疼痛完成了拍摄；舞蹈快速的手部动作要求成员在摄制过程中不能出错，哪怕有一个失误，都要重新来过。该音乐视频由丸山健志执导，尾內貴美香负责服装，Seishiro编舞。
意外BREAK
《意外BREAK》由卫藤美彩、白石麻衣、高山一实、松村沙友理演唱。音乐视频于2017年2月上旬以埼玉县的一间卡丁车场为中心拍摄，讲述了这四人在卡丁车场中流连忘返的场景。虽然都是第一次尝试卡丁车，但她们的车技经过练习后进步显著。视频中成员进行了真人版的瑪利歐賽車比赛。在第2圈时松村冲出了赛道，过了很久也没到达终点，只能远远听见她大笑不止。撮影现场充满了欢乐的气氛。该音乐视频的导演是曾为乃木坂46执导过《白米大人》和《秋千》的伊藤衆人。
Another Ghost
《Another Ghost》由西野七濑、斋藤飞鸟、伊藤万理华演唱。音乐视频是在2017年2月中旬以位于東京都品川的一间倉庫为中心拍摄的。视频中3人参加舞蹈面试并晋级下一轮，展现了自己想要表现出的舞姿。在最后一个舞蹈场景中，为了展现成员全身柔韧的动作，使用了全景摄像机进行拍摄。该音乐视频由井上强执导。
气球还活着
《气球还活着》由非选拔成员演唱。音乐视频在都内的公民館拍摄。视频中将法庭作为舞台，以争论为主题。成员分别扮演庭长、法官以及检方、辩方等角色。该音乐视频由多田卓也执导。
第三阵风
《第三阵风》由三期生演唱。音乐视频于2017年2月中旬在千葉县拍摄。视频以即将亮相的三期成员为焦点，展现了成员们“是时候开始了”的想法。这是三期生首次参加音乐视频的拍摄。作品中既有成员们的出演，也包含了等待室内的场景，具有纪录片的要素。该音乐视频由冈川太郎执导。

## 收錄曲目

### Type-A
| CD       | CD                        | CD         | CD         | CD    |
| 曲序     | 曲目                      | 作曲       | 編曲       | 时长  |
| -------- | ------------------------- | ---------- | ---------- | ----- |
| 1.       | 大影响家                  | 炭田慎也   | APAZZI     | 4:30  |
| 2.       | 人生的思考                | 片桐周太郎 | 片桐周太郎 | 4:29  |
| 3.       | 意外BREAK                 | 炭田慎也   | 华源大辅   | 4:15  |
| 4.       | 大影响家 off vocal ver.   | 炭田慎也   | APAZZI     | 4:30  |
| 5.       | 人生的思考 off vocal ver. | 片桐周太郎 | 片桐周太郎 | 4:29  |
| 6.       | 意外BREAK off vocal ver.  | 炭田慎也   | 华源大辅   | 4:14  |
| 总时长： | 总时长：                  | 总时长：   | 总时长：   | 26:27 |

| DVD  | DVD                   | DVD      |
| 曲序 | 曲目                  | 导演     |
| ---- | --------------------- | -------- |
| 1.   | 大影响家 Music Video  | 丸山健志 |
| 2.   | 意外BREAK Music Video | 伊藤众人 |

### Type-B
| CD       | CD                           | CD                       | CD             | CD    |
| 曲序     | 曲目                         | 作曲                     | 編曲           | 时长  |
| -------- | ---------------------------- | ------------------------ | -------------- | ----- |
| 1.       | 大影响家                     | 炭田慎也                 | APAZZI         | 4:30  |
| 2.       | 人生的思考                   | 片桐周太郎               | 片桐周太郎     | 4:29  |
| 3.       | Another Ghost                | 前迫潤哉、Yasutaka.Ishio | Yasutaka.Ishio | 3:53  |
| 4.       | 大影响家 off vocal ver.      | 炭田慎也                 | APAZZI         | 4:30  |
| 5.       | 人生的思考 off vocal ver.    | 片桐周太郎               | 片桐周太郎     | 4:29  |
| 6.       | Another Ghost off vocal ver. | 前迫潤哉、Yasutaka.Ishio | Yasutaka.Ishio | 3:51  |
| 总时长： | 总时长：                     | 总时长：                 | 总时长：       | 25:42 |

| DVD  | DVD                       | DVD      |
| 曲序 | 曲目                      | 导演     |
| ---- | ------------------------- | -------- |
| 1.   | 大影响家 Music Video      | 丸山健志 |
| 2.   | Another Ghost Music Video | 井上強   |

### Type-C
| CD       | CD                        | CD               | CD                 | CD    |
| 曲序     | 曲目                      | 作曲             | 編曲               | 时长  |
| -------- | ------------------------- | ---------------- | ------------------ | ----- |
| 1.       | 大影响家                  | 炭田慎也         | APAZZI             | 4:30  |
| 2.       | 人生的思考                | 片桐周太郎       | 片桐周太郎         | 4:29  |
| 3.       | 气球还活着                | 泉佳伸、三好翔太 | 早川弘隆、三好翔太 | 4:33  |
| 4.       | 大影响家 off vocal ver.   | 炭田慎也         | APAZZI             | 4:30  |
| 5.       | 人生的思考 off vocal ver. | 片桐周太郎       | 片桐周太郎         | 4:29  |
| 6.       | 气球还活着 off vocal ver. | 泉佳伸、三好翔太 | 早川弘隆、三好翔太 | 4:32  |
| 总时长： | 总时长：                  | 总时长：         | 总时长：           | 27:03 |

| DVD  | DVD                    | DVD      |
| 曲序 | 曲目                   | 导演     |
| ---- | ---------------------- | -------- |
| 1.   | 大影响家 Music Video   | 丸山健志 |
| 2.   | 气球还活着 Music Video | 多田卓也 |

### Type-D
| CD       | CD                        | CD         | CD         | CD    |
| 曲序     | 曲目                      | 作曲       | 編曲       | 时长  |
| -------- | ------------------------- | ---------- | ---------- | ----- |
| 1.       | 大影响家                  | 炭田慎也   | APAZZI     | 4:30  |
| 2.       | 人生的思考                | 片桐周太郎 | 片桐周太郎 | 4:29  |
| 3.       | 第三阵风                  | 丸谷學     | 丸谷學     | 5:07  |
| 4.       | 大影响家 off vocal ver.   | 炭田慎也   | APAZZI     | 4:30  |
| 5.       | 人生的思考 off vocal ver. | 片桐周太郎 | 片桐周太郎 | 4:29  |
| 6.       | 第三阵风 off vocal ver.   | 丸谷學     | 丸谷學     | 5:06  |
| 总时长： | 总时长：                  | 总时长：   | 总时长：   | 28:11 |

| DVD  | DVD                  | DVD      |
| 曲序 | 曲目                 | 导演     |
| ---- | -------------------- | -------- |
| 1.   | 大影响家 Music Video | 丸山健志 |
| 2.   | 第三阵风 Music Video | 岡川太郎 |

### 通常盤
| CD       | CD                        | CD         | CD         | CD    |
| 曲序     | 曲目                      | 作曲       | 編曲       | 时长  |
| -------- | ------------------------- | ---------- | ---------- | ----- |
| 1.       | 大影响家                  | 炭田慎也   | APAZZI     | 4:30  |
| 2.       | 人生的思考                | 片桐周太郎 | 片桐周太郎 | 4:29  |
| 3.       | 坦率的故事                | 小網準     | 野中雄一   | 4:30  |
| 4.       | 大影响家 off vocal ver.   | 炭田慎也   | APAZZI     | 4:30  |
| 5.       | 人生的思考 off vocal ver. | 片桐周太郎 | 片桐周太郎 | 4:29  |
| 6.       | 坦率的故事 off vocal ver. | 小網準     | 野中雄一   | 4:28  |
| 总时长： | 总时长：                  | 总时长：   | 总时长：   | 26:56 |

## 選拔成員

### 大影响家
（Center：白石麻衣・西野七濑）
- 第1排：秋元真夏、堀未央奈、西野七濑、白石麻衣、斋藤飞鸟、卫藤美彩
- 第2排：若月佑美、高山一实、生驹里奈、生田绘梨花、松村沙友理、樱井玲香
- 第3排：新内真衣、井上小百合、寺田兰世、北野日奈子、伊藤万理华、星野南、齊藤優里、樋口日奈、中田花奈[8]

選拔成員共21名，較前作增加了2個名額，為出道以來最多。第1列及第2列的成员合称“十二福神”。白石和西野兩人自第13張單曲《此刻，想說話的對象》以來再次一同擔任雙Center。2期生寺田兰世首次进入选拔。齊藤優里則是自第12張單曲《太陽敲敲門》相隔5作、樋口日奈自第8張單曲《察覺時已是單戀》相隔9作、中田花奈更是自第6張單曲《Girl's Rule》相隔11作後重回选拔。福神方面，生駒里奈自第12張單曲《太陽敲敲門》以來，樱井玲香則是自第15張單曲《赤腳Summer》以來回歸福神行列；堀未央奈自第8張單曲《察覺時已是單戀》以来回到第1排、秋元真夏更是首次進入第1排。前作的選拔成員當中，只有已經畢業的橋本奈奈未、以及因为生病暂停活动的中元日芽香没有进入选拔。

### 人生的思考
（Unit：女子高中四重奏）
- 秋元真夏、桜井玲香、中田花奈、若月佑美[28]

### 意外BREAK
（Unit：姐姐坂）
- 衛藤美彩、白石麻衣、高山一实、松村沙友理[28]

### Another Ghost
（Unit：Nasuka）
- 伊藤万理華、齋藤飛鳥、西野七瀬[28]

### 气球还活着
（Center：渡边米莉愛）
- 伊藤卡琳、伊藤純奈、相乐伊織、川後陽菜、川村真洋、齋藤千春、佐佐木琴子、鈴木絢音、能條愛未、山崎怜奈、和田真彩、渡边米莉愛

第17張單曲Under成員

### 第三阵风
（Center：大園桃子）
- 伊藤理理杏、岩本蓮加、梅澤美波、大園桃子、久保史緒里、阪口珠美、佐藤楓、中村麗乃、向井葉月、山下美月、吉田綾乃克莉丝缇、与田祐希

### 坦率的故事
（Unit：满天星）
- 生駒里奈、井上小百合、星野南、堀未央奈[28]